# Chủ nghĩa bảo trợ
Chủ nghĩa bảo trợ là một hệ thống chính trị trong đó có một quan hệ bất bình đẳng giữa những người được bảo trợ mà sẽ ủng hộ chính trị, chẳng hạn qua lá phiếu, cho người bảo trợ có thế lực để nhận được lợi ích cho bản thân mình, như ân huệ, hàng hóa và dịch vụ.